# Janovice u Trutnova (nádraží)
Janovice u Trutnova jsou dopravna D3 nacházející se severozápadně od vesnice Janovice, která je součástí obce Jívka v okrese Trutnov. Zastávka leží v km 16,734 neelektrizované jednokolejné trati Trutnov – Teplice nad Metují mezi dopravnami Radvanice a Adršpach.

## Historie
Nádraží s tehdejším německým názvem Johnsdorf-Hottendorf bylo otevřeno 24. září 1908, tedy současně se zprovozněním trati, která dopravnou prochází. Od roku 1945 se používal nejdříve český název Janovice-Hodkovice, od roku 1961 Janovice u Trutnova.
V roce 2023 společnost Starmon provedla instalaci samovratných přestavníků (do té doby byly výhybky přestavovány ručně) a elektrického ohřevu výhybek, proběhla rovněž rekonstrukce osvětlení dopravny.

## Popis dopravny
Dopravna D3 Janovice u Trutnova je řízena dirigujícím dispečerem, který sídlí ve stanici  Teplice nad Metují. Dopravna je z trati kryta lichoběžníkovými tabulkami umístěnými v km 16,430 (od Radvanic) a v km 17,110.
V dopravně se nacházejí dvě dopravní koleje číslované od budovy čísly 1 a 2, dále pak kusá manipulační kolej č. 3 zapojená do radvanického zhlaví. Na obou zhlavích jsou samovratné výhybky, takže vlaky od Radvanic vjíždějí na kolej č. 1, od Adršpachu na kolej č. 2. Výhybky jsou rovněž vybaveny elektrickým ohřevem.

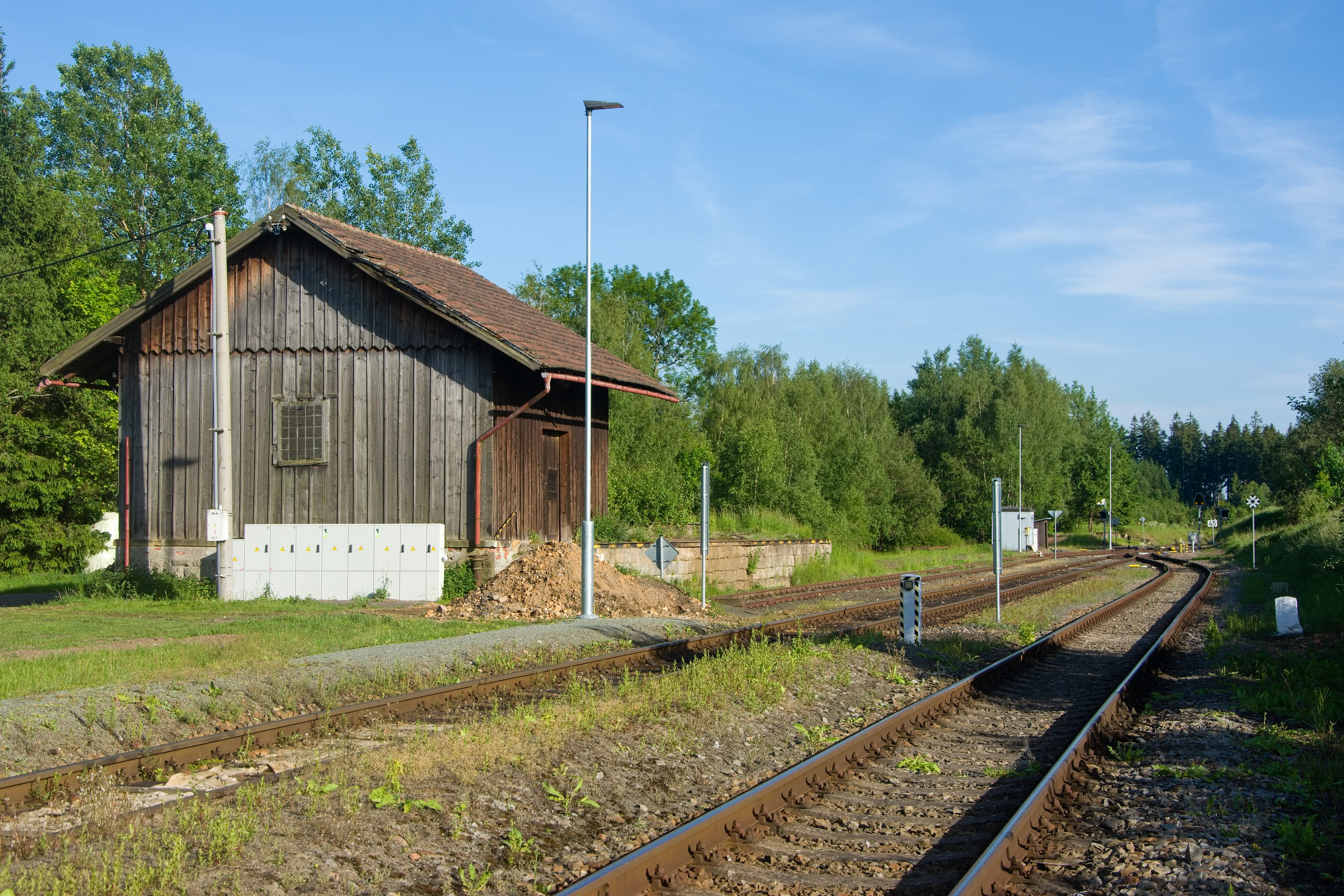
Pohled směrem k radvanickému zhlaví dopravny, v pozadí přejezdník a přejezd P4830

U obou dopravních kolejích jsou zřízena sypaná nástupiště s nástupní hranou ve výšce 200 mm nad temenem kolejnice. U koleje č. 1 je vnější jednostranné nástupiště o délce 85 m, u koleje č. 2 je vnitřní jednostranné nástupiště (s přechodem přes kolej č. 1) o délce 65 m. Nádražní budova je pro cestující uzavřena. Před nepřízní počasí se mohou cestující skrýt ve venkovním krytém prostoru budovy.
Na radvanickém záhlaví dopravny se v km 16,550 nachází přejezd P4830 (polní cesta), který je zabezpečen světelným přejezdovým zabezpečovacím zařízením (PZZ) bez závor. Při jízdě od Radvanic je PZZ ovládáno automaticky jízdou vlaku, při jízdě z dopravny do Radvanic přejezd obsluhuje strojvedoucí vlaku pomocí dálkového ovládání. Stav PZZ indikují přejezdníky. Na adršpašském zhlaví trať v km 17,053 kříží rovněž polní cesta pomocí přejezdu P4831, tento přejezd je vybaven jen výstražnými kříži.